# Vörös görények
A Vörös Görények, angolul Red Polecats, rövidítve RPX az egyik első magyar igazi koncertező punkzenekar, amelyet Hódmezővásárhelyen alapítottak 1978. júniusában. Búcsúkoncertjüket 1981 márciusában tartották.
Annak ellenére, hogy a Vörös Görények az egyik első magyar koncertező punkzenekar volt, korabeli publikáció, film, kiadvány nem örökítette meg a tevékenységüket. Egyedül hangfelvételek, fényképek és egykori rajongók őrzik az emlékét. Az, hogy mégsem merült teljesen a felesésbe, Ács-Tari Béla munkásságának köszönhető, aki 2022-ben, több mint 40 év után felkutatta az együttest.

## Története
Kovács Péter az NDK-ban tanult 15 éves korában Haldenslebenben (Magdeburg mellett), ahová édesapja kiküldetése miatt  került. Az NSZK közelsége jóvoltából ott hallotta a Sex Pistols: Holidays in the Sun (1977) dalát, amely meghatározó élmény volt számára. Hazatérve Magyarországra, a magával hozott basszusgitárral zenekart alapított korábbi zenész ismerőseivel illetve középiskolai társakkal. Első fellépésük a hódmezővásárhelyi Frankel Leó szakközépiskolában volt 1978 őszén, amelyen csak három számot adtak elő (Harlem, Utolsó ítélet, Reménytelen Csalódás). 
A középiskola elvégzésével a tagok mentek a maguk útján, volt aki továbbtanult, volt aki dolgozott és az ország különböző pontján kötöttek ki, ezért a zenekar már nem tudott működni.

### 2000-es évek
A 2004-es magyarországi népszavazás, amely érvénytelen lett az alacsony részvétel miatt, Kovács úgy érezte, hogy a határontúli magyarokat ezzel cserbenhagyták, és elérkezettnek látta az időt, hogy új mondanivalóval újra zenéljen a régi tagokkal. Három lemezt készítettek ebben az időszakban. Gyurcsány Ferenc lemondása után már nem volt mondanivalója; örült, hogy lezárult egy sötét korszak az életében.

## Tagok
- Berki László (Csacsa) – ének
- Csehó Péter – szólógitár

1981-ben helyette: Farkas Zsolt
- Sándor János (Kobra) – ritmusgitár
- Végvári Tamás (Biga) – dob
- Kovács Péter (Kutya) – basszusgitár
- Benyhe Gábor – hangtechnikus

## Albumok
- Minek nézel, 1993
- Naplopók, 1994
- Utolsó ítélet, 1995
- Korunk hőse, 2006
- A félelem bére, 2007
- Nincsen baj, 2008
- Ma babazsúr van az almaraktárban, 2023[2]
- Nyugger Punk, 2023[3]